# Heliconia stricta
Heliconia stricta é uma espécie da família das Heliconiaceae.